# Жыргалбаев, Узак
Узак Жыргалбаев (кирг. Узак Жыргалбаев; 1912, с. Шалба, Семипалатинская область, Российская империя — 1986, Фрунзе, Киргизская ССР, СССР) — советский киргизский хозяйственный, государственный и партийный деятель.

## Биография
Родился в 1912 в селе Шалба. Член ВКП(б) с 1932.
С 1932 года — на хозяйственной, общественной и политической работе. В 1932—1976 гг. — инспектор по охране труда Джети-Огуского районного Совета профсоюзов, председатель колхоза «Мундуз», заместитель председателя Комитета охраны труда Нарынского районного Совета профсоюзов, секретарь комитета КП(б) Киргизии завода № 53, секретарь, 1-й секретарь Ак-Талинского районного комитета КП(б) Киргизии, секретарь Иссык-Кульского областного комитета КП(б) Киргизии по животноводству, 2-й секретарь, 1-й секретарь Иссык-Кульского областного комитета КП(б) Киргизии, председатель Исполнительного комитета Таласского областного Совета, министр лесной промышленности Киргизской ССР, секретарь Президиума Верховного Совета Киргизской ССР, заместитель председателя Исполнительного комитета Фрунзенского областного Совета, 1-й секретарь Сокулукского районного комитета КП Киргизской ССР, заместитель министра местной промышленности Киргизской ССР, начальник Главного управления бытового обслуживания населения при СМ Киргизской ССР, 1-й заместитель министра бытового обслуживания населения Киргизской ССР, председатель Государственного комитета СМ Киргизской ССР по использованию трудовых ресурсов.
Избирался депутатом Верховного Совета Киргизской ССР.
Умер во Фрунзе в 1986 году.